# لغة الإشارة السودانية
يوجد في السودان وجنوب السودان عدة لغات إشارة إقليمية، والتي ليست مفهومة للطرفين. وفي مسح أجري على ثلاثة من ولايات السودان تم العثور على 150 لغة إشارة على الرغم من أن هذا العدد يشمل حالات التواصل بالإشارة في المنازل. وبحلول عام 2009، الاتحاد الوطني السوداني للصم اقترح لغة إشارة سودانية موحدة للجميع، ولكن لم يتم نشرها على نطاق واسع.